# جورج فاجدا
جورج فاجدا (بالمجرية: Georges Vajda)‏ (1326 - 1401 هـ / 1908 - 1981 م) هو مستشرق فرنسي يهودي.
تخرج في مدرسة اللغات الشرقية والسوربون.

## آثاره
من آثاره: «المدخل إلى التفكير اليهودي في القرون الوسطى» و «مذهب يحيى بن فاقوذا» و «دراسة في تاريخ الخط العربي».